# Keye Luke
Keye Luke est un acteur américain d'origine chinoise, né le 18 juin 1904 à Canton (Chine) et mort le 12 janvier 1991 à Whittier, en Californie (États-Unis). Il est notamment connu pour avoir joué à 9 reprises le rôle de Lee, le fils aîné (et adjoint occasionnel) du détective Charlie Chan. Plus tard, il connaîtra à nouveau la notoriété avec ses rôles de Maître Po dans la série Kung Fu et de Mr Wing dans Gremlins.
Il doubla la voix de l'acteur chinois Shih Kien (ce dernier ne parlant pas anglais) dans les versions anglaises de ses films.
Il meurt d'un AVC le 12 janvier 1991 à 86 ans.

## Filmographie

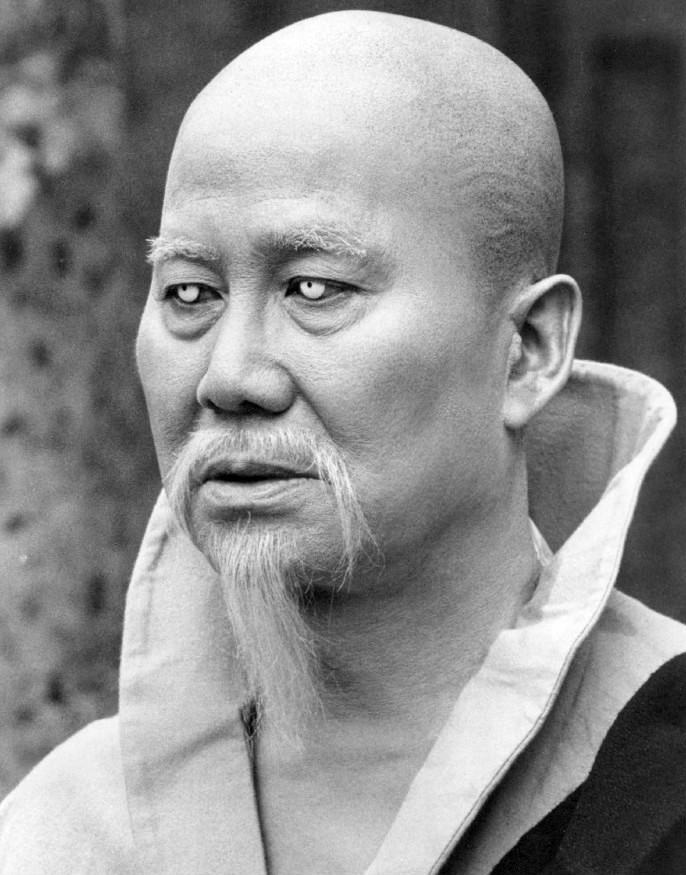
Keye Luke dans le rôle de maître Po dans la série télévisée Kung Fu.

### Cinéma
- 1934 : Le Voile des illusions (The Painted Veil) de Richard Boleslawski : Shay Key Fong
- 1935 : King of Burlesque de Sidney Lanfield : Wong
- 1935 : Charlie Chan in Paris de Lewis Seiler : Lee Chan
- 1935 : Un drame au casino (The Casino Murder Case) de Edwin L. Marin : Taki
- 1935 : Eight Bells de Roy William Neill : Interpreter
- 1935 : Murder in the Fleet de Edward Sedgwick : Consul's secretary
- 1935 : Oil for the Lamps of China de Mervyn LeRoy : Young Chinese Soldier
- 1935 : Les Mains d'Orlac (Mad Love) de Karl Freund : Dr Wong, Gogol's Assistant
- 1935 : Shanghai de John Ford : Chinese Ambassador's Son
- 1935 : Le Mirage de l'amour (Here's to Romance) de Alfred E. Green : Saito
- 1935 : Charlie Chan à Shanghaï (Charlie Chan in Shanghai) de James Tinling : Lee Chan
- 1936 : Anything Goes de Lewis Milestone : Ching
- 1936 : Charlie Chan at the Circus d'Harry Lachman : Lee Chan
- 1936 : Charlie Chan aux courses (Charlie Chan at the Race Track) de H. Bruce Humberstone : Lee Chan
- 1936 : Charlie Chan à l'Opéra (Charlie Chan at the Opera) de H. Bruce Humberstone : Lee Chan
- 1937 : Visages d'Orient ou La Terre chinoise (The Good Earth), de Sidney Franklin : Fils aîné
- 1937 : Charlie Chan aux jeux olympiques (Charlie Chan at the Olympics) de H. Bruce Humberstone : Lee Chan
- 1937 : Charlie Chan à Broadway (Charlie Chan on Broadway) d'Eugene Forde : Lee Chan
- 1937 : Charlie Chan at Monte Carlo d'Eugene Forde : Lee Chan
- 1938 : International Settlement (en) d'Eugene Forde : Dr Wong
- 1938 : Monsieur Moto sur le ring (Mr. Moto's Gamble) de James Tinling : Lee Chan
- 1939 : North of Shanghai de D. Ross Lederman : Jimmy Riley
- 1939 : Chirurgiens (Disputed Passage) de Frank Borzage : Andrew Abbott
- 1939 : Sued for Libel de Leslie Goodwins : Chang Howe, Radio Actor
- 1939 : Barricade de Gregory Ratoff : Ling, Cady's Secretary
- 1940 : The Green Hornet (en) de Ford Beebe et Ray Taylor : Kato
- 1940 : Wildcat Bus : Tai
- 1940 : Phantom of Chinatown de Phil Rosen : James Lee 'Jimmy' Wong
- 1940 : Camarade X (Comrade X) de King Vidor : World Press Attendee with Glasses
- 1940 : No, No, Nanette de Herbert Wilcox : Man
- 1941 : The Green Hornet Strikes Again! : Kato
- 1941 : Footlight Fever : Chinese restaurant waiter
- 1941 : The Gang's All Here de Jean Yarbrough : George Lee
- 1941 : Bowery Blitzkrieg (en) de Wallace Fox : Clancy
- 1941 : Let's Go Collegiate : Buck Wing
- 1941 : Passage from Hong Kong (en) de D. Ross Lederman : Charlie, Chinese Waiter
- 1941 : Burma Convoy (en) de Noel Smith : Lin Taiyen
- 1941 : No Hands on the Clock de Frank McDonald : Severino, Houseboy
- 1942 : Mr. and Mrs. North de Robert B. Sinclair : Kumi, Blanton's Servant
- 1942 : North to the Klondike : K. Wellington Wong
- 1942 : A Yank on the Burma Road : Kim How
- 1942 : A Tragedy at Midnight : Ah Foo
- 1942 : Submarine Raider : Tesei
- 1942 : Spy Ship de B. Reeves Eason : Hiru
- 1942 : L'Agent invisible contre la Gestapo (Invisible Agent) d'Edwin L. Marin : Surgeon
- 1942 : Je te retrouverai (Somewhere I'll Find You) de Wesley Ruggles : Thomas Chang
- 1942 : Griffes jaunes (Across the Pacific) de John Huston : Steamship office clerk
- 1942 : Mexican Spitfire's Elephant : Lao Lee, Chinese magician
- 1942 : The Falcon's Brother : Jerry - Gay's Houseboy
- 1942 : Destination Unknown : Undercover Agent, posing as the Secretary
- 1942 : Journey for Margaret : Japanese statesman
- 1942 : Dr. Gillespie's New Assistant : Dr Lee Wong How
- 1943 : Adventures of Smilin' Jack : Capt. Wing
- 1943 : Dr. Gillespie's Criminal Case : Dr Lee Wong How
- 1943 : Salute to the Marines (en) : 'Flashy' Logaz
- 1944 : André Hardy préfère les brunes (Andy Hardy's Blonde Trouble) de George B. Seitz : Dr Lee Wong Howe
- 1944 : Trois Hommes en blanc (Three Men in White) de Willis Goldbeck : Dr Lee Wong How
- 1945 : L'Impossible Amour (Between Two Women) de Willis Goldbeck : Dr Lee Wong How
- 1945 : Secret Agent X-9 (en) de ray Taylor et Lewis D. Collins : Ah Fong
- 1945 : First Yank Into Tokyo de Gordon Douglas : Haan-Soo
- 1946 : How Do You Do
- 1946 : Tokyo Rose de Lew Landers : Charlie Otani
- 1946 : Lost City of the Jungle : Tal Shan
- 1947 : Dark Delusion (en) de Willis Goldbeck : Dr Lee Wong How
- 1948 : L'Homme aux lunettes d'écaille (Sleep, My Love) de Douglas Sirk : Jimmie Lin
- 1948 : Waterfront at Midnight de William Berke : Loy
- 1948 : Charlie Chan à Mexico (en) (The Feathered Serpent) de William Beaudine : Lee Chan
- 1949 : Charlie Chan et le Dragon volant (Sky Dragon) de Lesley Selander : Lee Chan
- 1949 : L'Homme au chewing-gum (Manhandled) : Chinese Laundry Owner
- 1950 : La Femme aux chimères (Young Man with a Horn) de Michael Curtiz : Ramundo, the houseboy
- 1952 : The Congregation
- 1952 : Hong Kong : Taxicab Driver
- 1953 : Toutes voiles sur Java (Fair Wind to Java) de Joseph Kane : Pidada
- 1953 : South Sea Woman de Arthur Lubin : Japanese deck officer
- 1954 : Alerte à Singapour (World for Ransom) de Robert Aldrich : Wong
- 1954 : Les Bas-fonds d'Hawaï (Hell's Half Acre), de John H. Auer : Chef de police Dan
- 1954 : The Bamboo Prison de Lewis Seiler : Comrade-Instructor Li Ching
- 1955 : Le Retour de Godzilla (Gojira no gyakushû) : Voix anglaise d'Hiroshi Koizumi
- 1955 : La Colline de l'adieu (Love Is a Many-Splendored Thing) de Henry King : Lee Foo
- 1956 : Le Tour du monde en quatre-vingts jours (Around the World in Eighty Days) de Michael Anderson : Old Man at Yokohama Travel Office
- 1956 : Sora no daikaijû Radon : Shigeru (voice- English version)
- 1957 : Commando sur le Yang-Tsé (Yangtse Incident: The Story of H.M.S. Amethyst) de Michael Anderson : Capt. Kuo Tai
- 1968 : Nobody's Perfect de Alan Rafkin : Gondai-San
- 1968 : Project X de William Castle : Sen Chiu
- 1969 : L'Homme le plus dangereux du monde (The Chairman) de Jack Lee Thompson : Prof. Soong Li
- 1970 : Le Maître des îles (The Hawaiians) de Tom Gries : Foo Sen
- 1976 : Won Ton Ton, le chien qui sauva Hollywood (Won Ton Ton, the Dog Who Saved Hollywood) de Michael Winner : Cook in kitchen
- 1977 : De la neige sur les tulipes (The Amsterdam Kill) de Robert Clouse : Chung Wei
- 1979 : Just You and Me, Kid (en) de Leonard Stern (en) : Doctor Device
- 1984 : Gremlins de Joe Dante : Grandfather (Mr. Wing)
- 1986 : Un sacré bordel (A Fine Mess) de Blake Edwards : Ishimine
- 1988 : Flic ou zombie (Dead Heat) de Mark Goldblatt : Mr. Thule
- 1989 : The Mighty Quinn de Carl Schenkel : Dr Raj
- 1990 : Gremlins 2: La nouvelle génération (Gremlins 2: The New Batch) de Joe Dante : Mr. Wing
- 1990 : Alice de Woody Allen : Dr Yang

### Télévision

#### Téléfilms
- 1973 : The Cat Creature : Joe Sung
- 1974 : Judgement: The Court Martial of the Tiger of Malaya - General Yamashita
- 1974 : Judge Dee and the Monastery Murders : Lord Sun Ming
- 1981 : Saigon 68 (Fly Away Home)
- 1983 : Cocaine and Blue Eyes : Tan Ng
- 1985 : Blade in Hong Kong
- 1986 : Kung Fu: The Movie : Master Po

#### Séries télévisées
- 1964 : Kentucky Jones : Mr. Wong
- 1966 : Le Fantôme de l'espace (Space Ghost) : Brak  (voix)
- 1969 : Star Trek (TV) : épisode La Colère des dieux : Gouverneur Donald Cory
- 1972 : Anna et le Roi (Anna and the King) : Kralahome
- 1972 : Kung Fu : Master Po
- 1972-1974 : The Amazing Chan and the Chan Clan : Charlie Chan (voix)
- 1976 : Mantalo (Jabberjaw)
- 1978 : La Bataille des planètes (Battle of the Planets) : Zoltar / The Great Spirit / Colonel Cronus (voix)
- 1979 : Scooby-Doo et Scrappy-Doo (Scooby-Doo and Scrappy-Doo) : Voix additionnelle
- 1980 : Arok le barbare (Thundarr the Barbarian) : Voix additionnelle
- 1981 : Spider-Man et ses amis exceptionnels (Spider-Man and His Amazing Friends) : Voix additionnelle
- 1983 : Mister T (voix)
- 1985 : Jem et les Hologrammes : Voix additionnelle
- 1985 : Hôpital central (General Hospital) : The Ancient One
- 1985 : Deux flics à Miami (Miami Vice) (saison 1, épisode 15 : Le Triangle d'or - 2e partie) : Lao Li
- 1985-1989 : MacGyver : 
  - Prasert (saison 1, épisode 2 "Le triangle d'or")
  - Luke Chung (saison 3, épisode 19 "Le Dragon de Jade")
- 1986 : Le Chevalier lumière (Sidekicks) : Sabasan
- 1987 : Jonny Quest : Voix additionnelle